# بيدرو فراغا
بيدرو فراغا (بالبرتغالية: Pedro Fraga‏) هو مجدف برتغالي، ولد في 27 يناير 1983 في بورتو في البرتغال.

## وصلات خارجية
- بيدرو فراغا على موقع الاتحاد الدولي للتجديف (الإنجليزية)
- بيدرو فراغا على موقع اللجنة الأولمبية الدولية (الإنجليزية)
- بيدرو فراغا على موقع أوليمبيديا (الإنجليزية)